# Eternal Pyre
Eternal Pyre (рус. Вечный Костёр) — сингл на виниле трэш-метал группы Slayer, выпущен 6 июня, 2006 (06/06/06) через American Recordings. Только 5 000 копий были доступны, они были проданы исключительно через магазин Hot Topic.

## О сингле
Альбом Christ Illusion должен был первоначально выйти 6 июня 2006. Керри Кинг заявил, что эта дата выпуска была пересмотрена, поскольку множество других групп тоже хотели выпустить свои альбомы в этот день считая что это хорошая идея, хотя USA Today сообщили что выпуску альбома группы помешали, группа была не в состоянии обеспечить хорошую студию, чтобы сделать качественную запись. Eternal Pyre был выпущен взамен, их альбома, который был выпущен в ближайшие месяцы. Сингл «Cult» был доступен, на веб-сайте группы и на интернет севере iTunes в тот же самый день. 5 000 копий были выпущены исключительно через Hot Topic в Соединенных Штатах, копии были также доступны в Германии, Финляндии и Швеции 23 июня. Nuclear Blast Records выпускали виниловую версию диска, ограниченную одной тысячей копий выпуск был 30 июня. Песня «Cult» была написана Кингом, главной темой песни стало, то что Америка — самый большой культ в мире, ещё в песне указывается на недостатки в религии.

## Мнения
Несмотря на очень ограниченного число копий, Eternal Pyre дебютировал в номер 48 на Шведском чарте,, и номер 2 на Финском чарте.
The Pitch критиковала цену предполагаемого EP в 5.99 $ ($US). Музыка была описана как среднее число, поскольку песня пошла "От медленного до полной скорости, когда Кинг и Джефф Ханнеман, играли вызывающее шторм грома, молнии и человеческой крови.

## Список композиций
| №  | Название | Текст песни | Музыка | Длительность |
| -- | -------- | ----------- | ------ | ------------ |
| 1. | «Cult»   | Керри Кинг  | Кинг   | 4:40         |

### Видео
- «War Ensemble» (Live In Germany)

## В записи участвовали
- Том Арайа — бас-гитара, вокал
- Джефф Ханнеман — гитара
- Керри Кинг — гитара
- Дэйв Ломбардо — ударник

## Чарты
| Чарт(2006)           | Позиция |
| -------------------- | ------- |
| Danish Albums Chart  | 3       |
| Finnish Albums Chart | 2       |
| German Albums Chart  | 3       |
| Swedish Albums Chart | 48      |
| Swiss Albums Chart   | 88      |